# Radlice (Volfířov)
Radlice (německy Radlitz) jsou vesnice, část obce Volfířov v okrese Jindřichův Hradec v Jihočeském kraji. Leží zhruba čtyři kilometry severozápadně od Volfířova v západní části Dačické sníženiny v nadmořské výšce 575 metrů. 

## Historie
První písemná zmínka o vesnici pochází z roku 1385. Po husitských válkách se ves dostala k telčskému panství. Protože Radlice byly připojeny v roce 1459 k Bílkovu, byly považovány za součást dačického zboží, jehož součástí zůstaly až do roku 1849. V roce 1843 podle záznamů ve vceňovacím operátu žilo v Radlicích 307 obyvatel ve 47 domech a 74 domácnostech. Desátky byly odváděny faře ve Volfířově a panství Dačice. Je zde také uváděn 1 mlynář, což svědčí o existenci mlýna.

### Vývoj obce do současnosti
Ve druhé polovině 19. a v první polovině 20. století se většina obyvatelstva obce živila zemědělstvím. V roku 1900 byla výměra hospodářské půdy 741 hektarů. K roku 1911 se uvádí živnosti: 1 hostinský, 2 kováři, 1 krejčí, 1 mlynář, 2 obchodníci se smíšeným zbožím, 1 obuvník, 1 pekař, 1 prodejce tabáku a 1 stolař. K roku 1924: 1 hostinský, 1 krejčí, 1 mlynář, 2 obchodníci se smíšeným zbožím, 1 obuvník, 1 stolař, 1 trafikant, 17 hospodařících rolníků. Elektrifikace se obec dočkala až v roce 1946, když byla připojena na síť ZME Brno.
JZD bylo založeno roku 1958, v roce 1970 bylo sloučeno s JZD Volfířov spolu s JZD Řečice, Šach, Velká Lhota a roku 1975 v JZD Horácko Volfířov (od roku 1989 ZD Horácko Volfířov). V roce 2000 družstvo zaniklo a vznikla akciová společnost Volfířov, zemědělské služby.

## Přírodní poměry

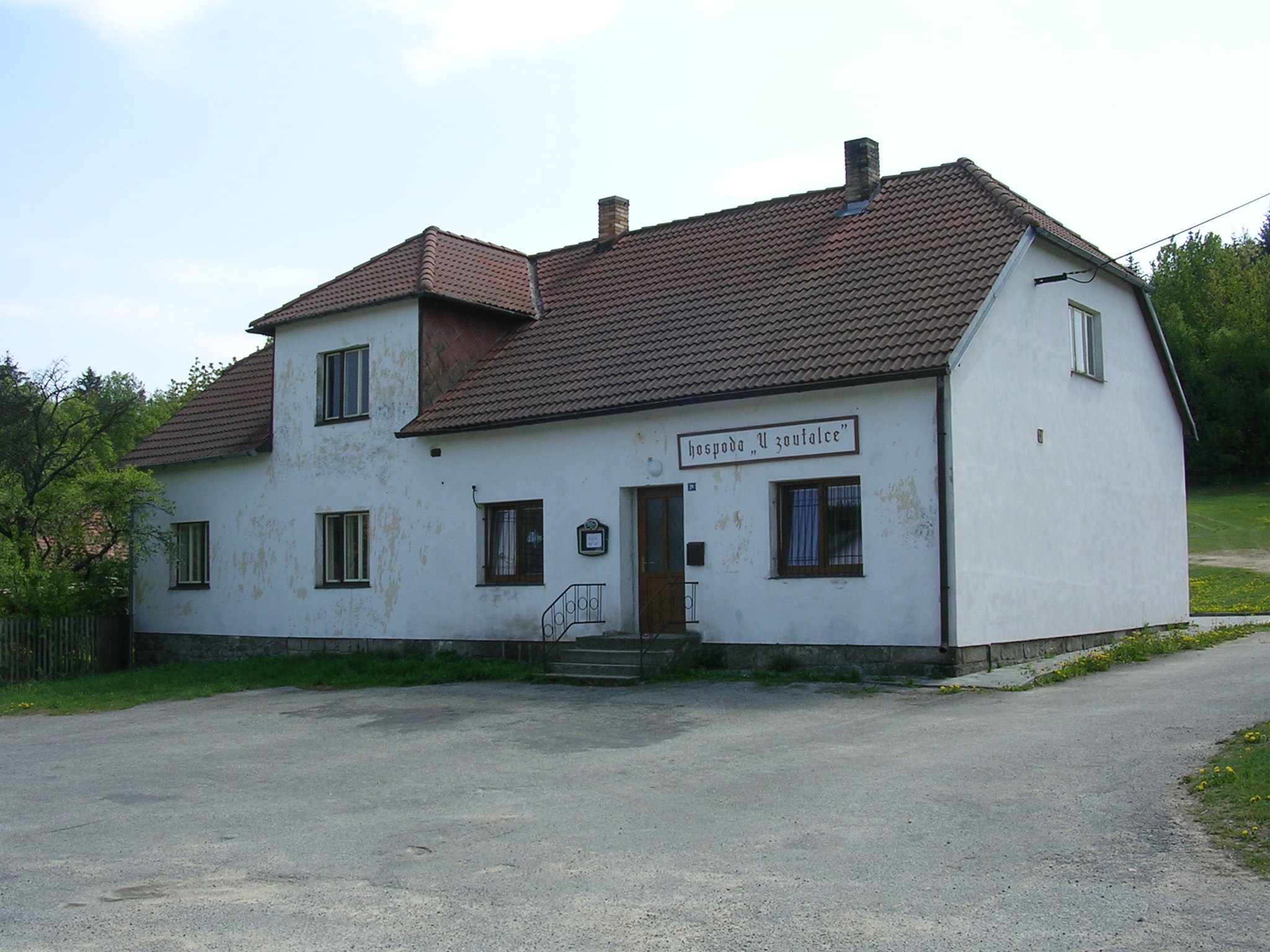
Hospoda U Zoufalce

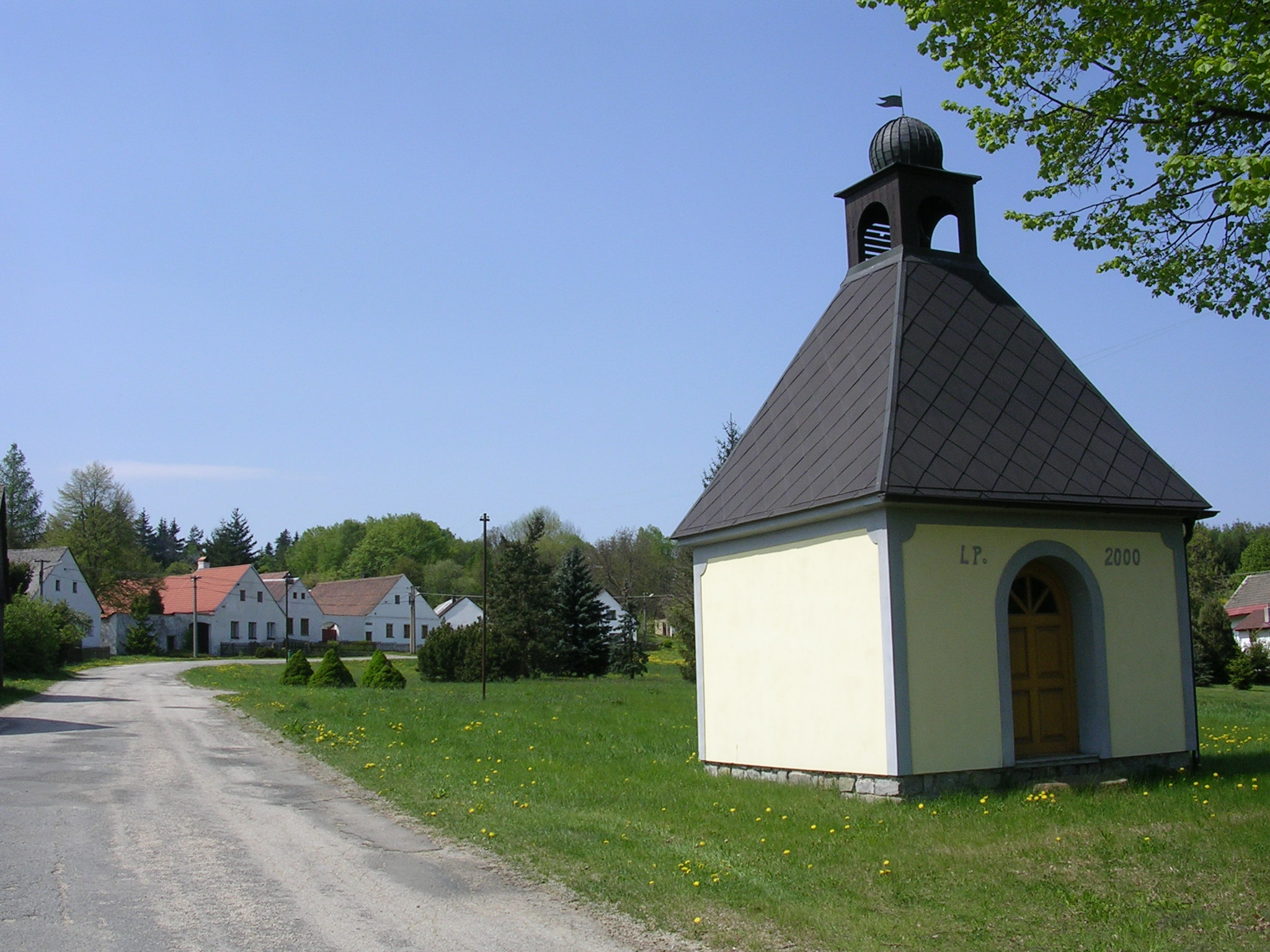
Kaplička

Radlice leží v přírodním parku Javořická vrchovina. Do jihovýchodní části katastrálního území zasahuje přírodní památka Olšina u Volfířova a severozápadně od vesnice leží přírodní památka Rašeliniště Radlice o rozloze 3,88 hektaru, která je evropsky významnou lokalitou.

## Obyvatelstvo
| Rok            | 1869 | 1880 | 1890 | 1900 | 1910 | 1921 | 1930 | 1950 | 1961 | 1970 | 1980 | 1991 | 2001 | 2011 | 2021 |
| -------------- | ---- | ---- | ---- | ---- | ---- | ---- | ---- | ---- | ---- | ---- | ---- | ---- | ---- | ---- | ---- |
| Počet obyvatel | 315  | 300  | 302  | 311  | 271  | 256  | 237  | 173  | 160  | 126  | 93   | 52   | 42   | 37   | 41   |
| Počet domů     | 49   | 49   | 52   | 52   | 53   | 50   | 53   | 52   | 45   | 35   | 31   | 43   | 44   | 46   | 48   |

## Obecní správa
Radlice byly samostatnou obcí a do roku 1849 byly součástí panství Dačice v Jihlavském kraji. V letech 1850 až 1855 byly podřízeny politické pravomoci Podkrajského úřadu v Dačicích a v rámci soudní správy okresnímu soudu tamtéž. Po vzniku smíšených okresních úřadů s politickou a soudní pravomocí byly v letech 1855 až 1868 podřízeny Okresnímu úřadu v Dačicích. Když byly roku 1868 veřejná správa a soudnictví opět odděleny, vrátily se pod politickou pravomoc Okresního hejtmanství v Dačicích, což trvalo až do roku 1945.
Po osvobození v květnu 1945 náležely pod Okresní národní výbor v Dačicích a v jeho rámci od roku 1948 pod nově vzniklý Jihlavský kraj. Toto začlenění trvalo do poloviny roku 1960, kdy byly po územní reorganizaci s moravským Dačickem začleněny pod správní okres Jindřichův Hradec v Jihočeském kraji. Zde setrvaly až do zrušení Okresního úřadu v Jindřichově Hradci koncem roku 2002. Od 1. ledna 1975 byly Radlice sloučeny s Volfířovem. Od roku 2003 spadají pod pověřený Městský úřad v Dačicích v samosprávném Jihočeském kraji.

## Škola
Z iniciativy radlických usedlíků vznikla roku 1862 soukromá evangelická škola, která byla zveřejněna jako jednotřídní v roce 1871. V roce 1972 byla zrušena a žactvo bylo převedeno do Volfířova. Po zrušení školy ve Volfířově žáci chodí do školy v Dačicích, na první stupeň potom do Velké Lhoty.

## SKZ Radlice
SKZ Radlice je fotbalový klub založený v roce 1993. Zkratka SKZ značí Sportovní klub zoufalců a vychází z názvu místní hospody U Zoufalce. Původně hrával zápasy pouze na domácím hřišti v Radlicích a v jejich bezprostředním okolí. Zvítězil na SK Jatka Cupu v obci Mutyněves 2011 a 2012, v roce 2013 obsadil druhé místo. Klubový dres SKZ Radlice obléklo za víc než dvacet let existence na sedmdesát hráčů. Tím ve světě nejznámějším byl Jan Marek, mistr světa v ledním hokeji 2010, který nastupoval ve fotbalovém týmu Radlic jako brankář a navíc oblékal jejich dres v hokejbale, jemuž se klub paralelně věnoval v letech 1997–1998.